# Malînșciîna, Velîka Bahacika
Malînșciîna (în ucraineană Малинщина) este un sat în comuna Rokîta din raionul Velîka Bahacika, regiunea Poltava, Ucraina.